# San Vicente Zapote
San Vicente Zapote är en ort i Mexiko.   Den ligger i kommunen Yuriria och delstaten Guanajuato, i den centrala delen av landet, 240 km väster om huvudstaden Mexico City. San Vicente Zapote ligger 1 777 meter över havet och antalet invånare är 326.
Terrängen runt San Vicente Zapote är kuperad åt nordväst, men åt sydost är den platt. Runt San Vicente Zapote är det ganska tätbefolkat, med 248 invånare per kvadratkilometer. Närmaste större samhälle är Valle de Santiago, 16,2 km norr om San Vicente Zapote. I omgivningarna runt San Vicente Zapote växer huvudsakligen savannskog.